# Ліпопротеїн (a)

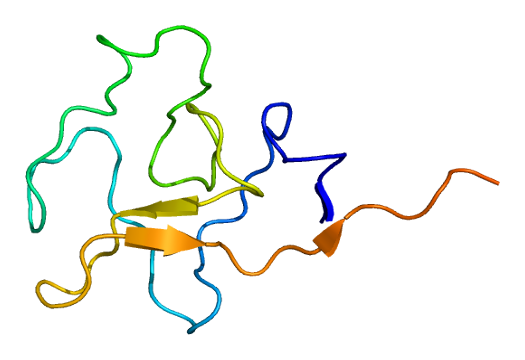
Структура ліпопротеїну (a).

Ліпопротеїн (a) (ліпопротеїн «а» маленьке, ЛП (a); англ.   Lipoprotein (a), Lp (a)) — підклас ліпопротеїнів низької густини плазми крові людини, який містить аполіпопротеїн (a). Є фактором ризику ішемічної хвороби серця та інших серцево-судинних захворювань. Відрізняється високим поліморфізмом в своїй білковій компоненті Аполіпопротеїн (а) і високою гетерогенністю концентрації в крові. Зустрічається також у приматів і деяких інших тварин. Фізіологічна роль невідома.

## Структура
Частка ЛП (а) за структурою і ліпідному складу схожа на частку ЛПНГ. Вона також містить апоВ-100, але, на відміну від ЛПНЩ, з апоВ-100 пов'язаний додатковий білок — аполіпопротеїн (а). Аполіпопротеїн (а) (апо (а)) — великий гідрофільний і високоглікозований білок, який за складом схожий на плазміноген. Складається з декількох фрагментів, що своєю чергою складаються з близько 80 амінокислот. Апо (а) сильно відрізняється від людини до людини за молекулярною масою (від 300 до 800 кДа) і рівнем синтезу. Передбачається, що ген апо (а) походить внаслідок повторів деяких частин гена плазміногену, причому обидва гена тісно пов'язані один з одним. Апо (а) синтезується в печінці і зв'язується за рахунок дисульфідній зв'язку зі знову синтезованим апоВ-100. Оскільки обидва білка взаємодіють своїми С-кінцевими ділянками, апоВ втрачає аффинність до свого рецептора (ЛПНГ-рецептор).

## Рівень в різних популяціях
Рівень ЛП (а) в крові сильно варіює (від нижче 0,2 до понад 200 мг/дл) і визначається в основному спадковістю. Африканці відрізняються підвищеною концентрацією ЛП (а), яка в середньому в 7 разів перевищує рівень ЛП (а) в європейській і азійській популяціях.

## Роль в патології
Високий рівень ЛП (а) — фактор ризику ішемічної хвороби серця, атеросклерозу, тромбозу і інсульту. Оскільки рівень ЛП (а) визначається генетично, то такі фактори як дієта і фізичні навантаження практично на нього не впливають. Єдиний ефективний спосіб знизити ЛП (а) в крові — це застосування екстракорпоральних методів лікування, таких як, каскадна плазмофільтрація, гепарин-LDL-преципітація (HELP). Високий рівень ЛП (а) подібно до високого рівня ЛПНГ зумовлює високий ризик розвитку раннього атеросклерозу. Оскільки ЛП (а) структурно дуже близький до плазміногену, ЛП (а) володіє високою спорідненістю до позаклітинного матриксу та швидко накопичується в стінках судин. Надалі білок піддається окисненню і часткового протеолізу під дією металопротеаз, що викликає розвиток атероматозної бляшки.

## Концентрація у крові людини
За оновленими рекомендаціями Національної асоціації з ліпідів (NLA) 2019 року, концентрація у плазмі крові людини оцінюється:
| Концентрація мг/дл | Концентрація нмоль/л | Інтерпретація                    |
| <30                | <75                  | Низький серцево-судинний ризик.  |
| 30 — 50            | 75 — 125             | Середній серцево-судинний ризик. |
| >50                | >125                 | Високий серцево-судинний ризик   |

У загальній популяції близько 35 % людей мають рівень Лп(а) >30 мг/дл і приблизно 16–24 % — >50 мг/дл.
Американська академія педіатрії тепер рекомендує всім дітям віком від дев’яти до одинадцяти років пройти скринінг на гіперліпідемію. Рівні ЛП(a) слід враховувати у дітей із сімейним анамнезом ранніх серцевих захворювань або високим рівнем холестерину в крові.

## Модифікація рівня ліпопротеїну (а)
Найпростіший метод фармакологічного зниження підвищеного ЛП(a) полягає в прийомі 1–3 грамів ніацину щодня, як правило, у формі ліків пролонгованого вивільнення. Терапія ніацином може знизити рівень ЛП(a) на 20–30%. Однак дослідження показують, що запальні ефекти продуктів розпаду надлишку ніацину призводять до збільшення ризику серйозних побічних серцево-судинних подій.
Мета-аналіз 2012 року показав, що аторвастатин може знизити рівень ЛП(a). У важких випадках, таких як сімейна гіперхолестеринемія або резистентна до лікування гіперхолестеринемія, аферез ЛПНЩ може значно зменшити ЛП(a). Метою лікування є зниження рівня нижче 50 мг/дл, але вартість такого лікування дуже висока.
Мета-аналіз шести клінічних досліджень (2021 р.) підтвердив, що харчові добавки з лляним насінням помірно знижують рівень ЛП(a).
Тестостерон також знижує рівень ЛП(a). Замісна терапія тестостероном імовірно також асоціюється з нижчими рівнями ЛП(a). Замісна естрогенна терапія у жінок у постменопаузі знижує рівень ЛП(a). Немає доказів того, що ралоксифен здатен зменшити рівень ЛП(a), водночас тамоксифен має таку властивість.
L-карнітин також може знижувати рівень ЛП(a). Систематичний огляд і мета-аналіз (2016 р.) виявили значне зниження при пероральному, але не внутрішньовенному введенні карнітину.
Інші ліки, які знаходяться на різних стадіях розробки, включають тироміметики, білок перенесення холестерину-ефіру (інгібітори англ. CETP), анти-сенс олігонуклеопептиди (зокрема пелакарсен і олпасіран), а також PCSK9-інгібітори (інгібітори пропротеїн конвертази субтилізин/кексин типу 9).
У березні 2025 року Eli Lilly оголосила, що експериментальний препарат леподісіран показав багатообіцяючі результати щодо значного зниження рівня ЛП(a) протягом місяців після однократної ін’єкції.

### Діти
Не було достатньо досліджень щоб визначити, яка терапія у дітей може бути корисною.